# Lista dos municípios mais extensos do mundo
A Lista dos municípios mais extensos do mundo incluem as mais extensas (em km²) subdivisões territoriais (administrativamente soberanas e unitárias) em países onde, constitucionalmente, referidas extensões territoriais sejam fácil e claramente identificáveis como Cidades, Municípios e Províncias. Com um governo local estabelecido e individualidade jurídico/administrativa. Não se incluem nesta listagem aglomerações ou áreas urbanas / conurbadas, nas quais existem diversas cidades, províncias, vilarejos e municípios que estão, por estratégia, racionalidade, conveniência administrativa, sinergia entre elas, constituindo um aglomerado urbano, e acabam tendo, conjuntamente, uma grande área territorial, mas conurbada, Referidos municípios, não constituem, individualmente grandes extensões territoriais, portanto não entram neste ranking.
Municípios com grandes áreas territoriais encontram-se, geralmente, em países extensos, onde uma cidade (capital) administra uma vasta área de terras.Referidos locais normalmente tem uma baixa densidade populacional, espalhadas por muitos vilarejos ao longo da área territorial . Essas regiões encontram-se, em sua maioria, em lugares de difícil povoação (na maioria sendo lugares inóspitos para a ocupação humana), como nos caso de certos regiões de alguns países: Canadá, Rússia, República Popular da China, Venezuela, Austrália, Brasil e outros.
Em algumas nações não estão presentes divisões muito claras e facilmente identificáveis e individualizadas administrativamente (tipo municípios). Em outros não há divisões territoriais determinadas juridicamente (com sedes (capitais) administrativas/jurídicas estabelecidas)  e que possam ser definidas claramente como municípios. Nesses casos, tais regiões (mesmo sendo territorialmente extensas) não aparecem na lista que se segue:

## Lista
| Cidade                           | País                | Status                               | Superfície (km²) | População (hab.) | Dens. Popul (hab./km²) | Equival. em superfície |
| -------------------------------- | ------------------- | ------------------------------------ | ---------------- | ---------------- | ---------------------- | ---------------------- |
| Sermersooq                       | Gronelândia         | municipalidade                       | 531 900          | 21 232           | 0,04                   | Espanha                |
| Avannaata                        | Gronelândia         | municipalidade                       | 522 700          | 10 651           | 0,02                   | Iêmen                  |
| Altamira                         | Brasil              | município                            | 159 696          | 84 398           | 0,53                   | Uruguai                |
| Qeqertalik                       | Gronelândia         | municipalidade                       | 137 300          | 6 504            | 0,05                   | Grécia                 |
| Barcelos                         | Brasil              | município                            | 122 475          | 25 410           | 0,21                   | Eritreia               |
| Qeqqata                          | Gronelândia         | municipalidade                       | 115 500          | 9 677            | 0,08                   | Portugal               |
| São Gabriel da Cachoeira         | Brasil              | município                            | 109 185          | 41 885           | 0,31                   | Guatemala              |
| Oriximiná                        | Brasil              | município                            | 107 802          | 58 683           | 0,55                   | Guatemala              |
| Tapauá                           | Brasil              | município                            | 89 713           | 18 984           | 0,22                   | Portugal               |
| São Félix do Xingu               | Brasil              | município                            | 84 212           | 67 208           | 0,79                   | Áustria                |
| Chongqing                        | China               | municipalidade autônoma              | 82 400           | 31 442 300       | 381,6                  | Emirados Árabes Unidos |
| Mackenzie                        | Canadá              | municipalidade de distrito           | 80 484           | 10 002           | 0,12                   | República Tcheca       |
| Atalaia do Norte                 | Brasil              | município                            | 76 354           | 17 174           | 0,22                   | Panamá                 |
| Mariscal José Félix Estigarribia | Paraguai            | distrito                             | 76 003           | 2 500            | 0,03                   | Serra Leoa             |
| Almeirim                         | Brasil              | município                            | 72 955           | 33 614           | 0,46                   | Irlanda                |
| Charagua                         | Bolívia             | município                            | 71 745           | 22 500           | 0,31                   | Geórgia                |
| Jutaí                            | Brasil              | município                            | 69 552           | 17 376           | 0,25                   | Geórgia                |
| Lábrea                           | Brasil              | município                            | 68 229           | 41 600           | 0,61                   | Sri Lanka              |
| Cumaribo                         | Colômbia            | município                            | 65 193           | 23 990           | 0,37                   | Sri Lanka              |
| Corumbá                          | Brasil              | município                            | 64 961           | 99 467           | 1,5                    | Letônia                |
| Wood Buffalo                     | Canadá              | municipalidade regional              | 63 401           | 51 496           | 0,8                    | Letônia                |
| Santa Isabel do Rio Negro        | Brasil              | município                            | 62 846           | 20 986           | 0,33                   | Letônia                |
| Itaituba                         | Brasil              | município                            | 62 041           | 97 704           | 1,57                   | Letônia                |
| Coari                            | Brasil              | município                            | 57 922           | 81 325           | 1,40                   | Togo                   |
| Angostura                        | Venezuela           | município                            | 54 386           | 40 927           | 0,75                   | Croácia                |
| Apuí                             | Brasil              | município                            | 54 240           | 19 860           | 0,37                   | Bósnia e Herzegovina   |
| Jacareacanga                     | Brasil              | município                            | 53 303           | 14 040           | 0,26                   | Bósnia e Herzegovina   |
| Alto Orinoco                     | Venezuela           | município                            | 49 217           | 12 687           | 0,26                   | Eslováquia             |
| Sucre                            | Venezuela           | município                            | 48 694           | 20 359           | 0,42                   | República Dominicana   |
| Manicoré                         | Brasil              | município                            | 48 282           | 51 331           | 1,06                   | Butão                  |
| San Ignacio de Velasco           | Bolívia             | município                            | 47 875           | 41 000           | 0,86                   | Estônia                |
| Caracaraí                        | Brasil              | município                            | 47 411           | 30 455           | 0,64                   | Butão                  |
| Cedeño                           | Venezuela           | município                            | 46 020           | 67 000           | 1,46                   | Estónia                |
| Borba                            | Brasil              | município                            | 44 251           | 38 073           | 0,86                   | Dinamarca              |
| Pauini                           | Brasil              | município                            | 43 263           | 19 149           | 0,44                   | Dinamarca              |
| Mount Isa                        | Austrália           | cidade                               | 43 010           | 23 550           | 0,5                    | Países Baixos          |
| Tapanahony                       | Suriname            | resort                               | 42 199           | 13 805           | 0,33                   | Países Baixos          |
| Novo Aripuanã                    | Brasil              | município                            | 41 191           | 23 486           | 0,57                   | Suíça                  |
| Solano                           | Colômbia            | município                            | 42 178           | 10 625           | 0,25                   | Suíça                  |
| Maués                            | Brasil              | município                            | 39 988           | 57 663           | 1,44                   | Suíça                  |
| Novo Progresso                   | Brasil              | município                            | 38 162           | 25 106           | 0,66                   | Taiwan                 |
| Novo Airão                       | Brasil              | município                            | 37 771           | 16 719           | 0,44                   | Taiwan                 |
| Ixiamas                          | Bolívia             | município                            | 37 650           | 8 400            | 0,22                   | Taiwan                 |
| Bahía Negra                      | Paraguai            | distrito                             | 35 057           | 17 174           | 0,49                   | Taiwan                 |
| Porto Velho                      | Brasil              | município                            | 34 096           | 428 527          | 12,57                  | Guiné-Bissau           |
| Rorainópolis                     | Brasil              | município                            | 33 594           | 30 246           | 0,90                   | Moldávia               |
| Coeroeni                         | Suriname            | resort                               | 33 133           | 1 299            | 0,04                   | Moldávia               |
| Humaitá                          | Brasil              | município                            | 33 072           | 49 137           | 1,5                    | Moldávia               |
| Greenview                        | Canadá              | municipalidade de distrito           | 32 994           | 5 464            | 0,2                    | Bélgica                |
| Kujalleq                         | Gronelândia         | municipalidade                       | 32 000           | 7 151            | 0,22                   | Bélgica                |
| Laranjal do Jari                 | Brasil              | município                            | 30 966           | 39 805           | 1,3                    | Bélgica                |
| Lhassa                           | China (Tibete)      | cidade-prefeitura                    | 30 000           | 257 400          | 8,6                    | Bélgica                |
| Canutama                         | Brasil              | município                            | 29 820           | 14 754           | 0,49                   | Arménia                |
| Opportunity                      | Canadá              | municipalidade de distrito           | 29 141           | 2 847            | 0,1                    | Armênia                |
| Amajari                          | Brasil              | município                            | 28 472           | 6 229            | 0,33                   | Ilhas Salomão          |
| Kabalebo                         | Suriname            | resort                               | 25 955           | 1 843            | 0,07                   | Macedónia do Norte     |
| La Tuque                         | Canadá              | cidade                               | 25 105           | 11 821           | 0,5                    | Armênia                |
| Fuerte Olimpo                    | Paraguai            | distrito                             | 24 271           | 6 500            | 0,27                   | Djibouti               |
| Yellowhead                       | Canadá              | municipalidade distrito (condado)    | 22 304           | 10 045           | 0,5                    | Belize                 |
| La Primavera                     | Colômbia            | município                            | 22 159           | 14 344           | 0,65                   | Belize                 |
| San Vicente del Caguán           | Colômbia            | município                            | 21 923           | 62 096           | 2,8                    | Macedônia do Norte     |
| Northern Sunrise                 | Canadá              | municipalidade distrito (condado)    | 21 141           | 1 747            | 0,1                    | El Salvador            |
| Northern Lights                  | Canadá              | municipalidade de distrito           | 20 745           | 3 772            | 0,2                    | Israel                 |
| Qingyuan                         | China               | cidade-prefeitura                    | 19 000           | 1 626 000        | 85,6                   | Eslovênia              |
| Clearwater                       | Canadá              | municipalidade de distrito (condado) | 18 692           | 11 826           | 0,6                    | Fiji                   |
| Maripasoula                      | Guiana Francesa     | Comuna francesa                      | 18 360           | 3 652            | 0,2                    | Fiji                   |
| Porto Murtinho                   | Brasil              | município                            | 17 734           | 15 527           | 0,8                    | Kuwait                 |
| Ribas do Rio Pardo               | Brasil              | município                            | 17 309           | 20 077           | 1,2                    | Kuwait                 |
| Hohhot                           | China               | cidade-prefeitura                    | 17 000           | 2 580 000        | 151,8                  | Essuatíni              |
| Aquidauana                       | Brasil              | município                            | 16 969           | 46 515           | 2,2                    | Essuatíni              |
| Beijing                          | China               | municipalidade autônoma              | 16 808           | 14 930 000       | 888,3                  | Essuatíni              |
| Lakeland                         | Canadá              | municipalidade distrito (condado)    | 16 295           | 6 365            | 0,4                    | Timor-Leste            |
| Heyuan                           | China               | cidade-prefeitura                    | 15 478           | 3 320 000        | 214,5                  | Timor-Leste            |
| Marabá                           | Brasil              | município                            | 15 128           | 275 086          | 139,7                  | Timor-Leste            |
| Clear Hills                      | Canadá              | municipalidade de distrito           | 15 112           | 2 714            | 0,2                    |                        |
| Senneterre                       | Canadá              | cidade                               | 14 887           | 2 993            | 0,2                    | Essuatíni              |
| Big Lakes                        | Canadá              | municipalidade de distrito           | 13 893           | 5 805            | 0,4                    | Bahamas                |
| Cypress                          | Canadá              | municipalidade de distrito (condado) | 13 166           | 6 729            | 0,5                    |                        |
| Sitka                            | Estados Unidos      | cidade e bairro                      | 12 462           | 8 986            | 0,7                    | Vanuatu                |
| HudBay                           | Canadá              | municipalidade rural                 | 12 460           | 1 359            | 0,1                    |                        |
| Sydney                           | Austrália           | Cidade                               | 12 144           | 4 284 379        | 352,8                  | Vanuatu                |
| Régina                           | França              | Comuna                               | 12 130           | 765              | 0,1                    | Vanuatu                |
| Tianjin                          | China               | municipalidade autônomo              | 11 920           | 10 240 000       | 859,1                  | Vanuatu                |
| Manaus                           | Brasil              | município                            | 11 401           | 1 592 555        | 139,7                  | Catar                  |
| Huizhou                          | China               | cidade-prefeitura                    | 11 200           | 2 932 200        | 261,8                  | Gâmbia                 |
| Ürümqi                           | China               | cidade-prefeitura                    | 10 989           | 2 081 834        | 189,4                  | Gâmbia                 |
| Lesser Slave River               | Canadá              | municipalidade de distrito           | 10 076           | 2 820            | 0,3                    | Libano                 |
| Camopi                           | França              | Comuna                               | 10 050           | 1 032            | 0,1                    | Líbano                 |
| Ushuaia                          | Argentina           | cidade                               | 9 390            | 45 598           | 4,9                    | Chipre                 |
| Juneau                           | Estados Unidos      | cidade e bairro                      | 8 430            | 30 987           | 3,7                    | Chipre                 |
| Campo Grande                     | Brasil              | município                            | 8 096            | 755 107          | 93,3                   | Porto Rico             |
| Rovaniemi                        | Finlândia           | municipalidade                       | 8 016            | 58 500           | 7,3                    | Porto Rico             |
| L'Île-d'Anticosti                | Canadá              | municipalidade                       | 7 892            | 281              | 0,0                    | Porto Rico             |
| Melbourne                        | Austrália           |                                      | 7 694            | 3 744 373        | 486,7                  | Chipre                 |
| Woodlands                        | Canadá              | municipalidade de distrito (comté)   | 7 668            | 4 158            | 0,5                    | Ilhas Canárias         |
| Forty Mile                       | Canadá              | municipalidade de condado            | 7 230            | 3 414            | 0,5                    |                        |
| Mana                             | Guiana Francesa     | Comuna                               | 6 333            | 5 445            | 0,9                    | Brunei                 |
| Meadow Lake                      | Canadá              | municipalidade rural                 | 6 303            | 2 627            | 0,4                    | Palestina              |
| Xangai                           | China               | municipalidade autônoma              | 6 200            | 17 420 000       | 2 809,7                | Brunei                 |
| Rouyn-Noranda                    | Canadá              | municipalidade                       | 5 991            | 39 924           | 6,7                    | Brunei                 |
| Saint-Élie                       | Guiana Francesa     | Comuna                               | 5 680            | 239              | 0,0                    | Trinidad e Tobago      |
| Halifax                          | Canadá              | municipalidade regional              | 5 490            | 372 679          | 67,9                   | Trinidad e Tobago      |
| Anchorage                        | Estados Unidos      | municipalidade                       | 5 079            | 275 043          | 54,2                   | Trinidad e Tobago      |
| Saint-Laurent-du-Maroni          | Guiana Francesa     | Comuna                               | 4 830            | 19 211           | 4,0                    | Trinidad e Tobago      |
| Brisbane                         | Austrália           | Cidade                               | 4 673            | 1 763 131        | 377,3                  | Trinidad e Tobago      |
| Saül                             | Guiana Francesa     | Comuna                               | 4 475            | 160              | 0,0                    | Cabo Verde             |
| Uberlândia                       | Brasil              | Município                            | 4 115            | 699 097          | 169,9                  | Cabo Verde             |
| Campos dos Goytacazes            | Brasil              | Município                            | 4 026            | 487 186          | 0,12                   | Cabo Verde             |
| Araguaina                        | Brasil              | Município                            | 4 000            | 177 517          | 44,4                   | Cabo Verde             |
| Roura                            | Guiana Francesa     | Comuna                               | 3 903            | 1 791            | 0,5                    | Cabo Verde             |
| Guangzhou                        | China               | cidade sub-provincial                | 3 719            | 6 560 500        | 1 764,0                | Cabo Verde             |
| Karachi                          | Paquistão           | cidade                               | 3 527            | 18 000 000       | 5 103,5                | Cabo Verde             |
| Sotchi                           | Rússia              | Okrug urbano                         | 3 508            | 328 809          | 93,7                   | Cabo Verde             |
| Linhares                         | Brasil              | Município                            | 3 504            | 163 662          | 46,7                   | Cabo Verde             |
| Grand Sudbury                    | Canadá              | cidade                               | 3 354            | 157 857          | 47,1                   | Chipre do Norte        |
| Dunedin                          | Nova Zelândia       | Cidade                               | 3 315            | 118 683          | 35,8                   | Chipre do Norte        |
| Timmins                          | Canadá              | municipalidade                       | 3 210            | 42 997           | 13,4                   | Chipre do Norte        |
| Guarapuava                       | Brasil              | Município                            | 3 179            | 206 300          | 64,8                   | Chipre do Norte        |
| Iracoubo                         | Guiana Francesa     | Comuna                               | 2 762            | 1 430            | 0,5                    | Luxemburgo             |
| Papaïchton                       | Guiana Francesa     | Comuna                               | 2 628            | 1 650            | 0,6                    | Luxemburgo             |
| Ankara                           | Turquia             | cidade                               | 2 500            | 5 019 167        | 2 007,7                | Luxemburgo             |
| Davao                            | Filipinas           | cidade                               | 2 444            | 1 147 116        | 469,4                  | Luxemburgo             |
| Puerto Princesa                  | Filipinas           | cidade                               | 2 400            | 161 912          | 67,5                   | Luxemburgo             |
| Saint-Georges-de-l'Oyapock       | Guiana Francesa     | Comuna                               | 2 320            | 2 153            | 0,9                    | Comores                |
| Jacksonville                     | Estados Unidos      | cidade                               | 2 264            | 794 555          | 351,0                  | Comores                |
| Kourou                           | Guiana Francesa     | Comuna                               | 2 160            | 19 170           | 8,9                    | Comores                |
| Honolulu                         | Estados Unidos      | cidade e Condado (USA)               | 2 127            | 876 156          | 411,9                  | Comores                |
| Grand-Santi                      | Guiana Francesa     | Comuna                               | 2 112            | 2 862            | 1,4                    | Comores                |
| Cascavel                         | [[Brasil\| Brasil]] | Município                            | 2 101            | 348 051          | 165,7                  | Comores                |
| Cidade de Ho Chi Minh            | Vietname            | municipalidade                       | 2 095            | 6 239 938        | 2 978,5                | Maurícia               |
| Apatou                           | Guiana Francesa     | Comuna                               | 2 020            | 3 628            | 1,8                    | Maurícia               |
| Iguape                           | Brasil              | Município                            | 1 981            | 28 844           | 14,6                   | Maurícia               |
| Townsville                       | Austrália           | Cidade                               | 1 869            | 95 464           | 51,1                   | Maurícia               |
| Thuringowa                       | Austrália           | Cidade                               | 1 865            | 59 164           | 31,7                   | Maurícia               |
| Istanbul                         | Turquia             | cidade                               | 1 831            | 10 291 102       | 5 620,5                | Maurícia               |
| Cáceres                          | Espanha             | Municipio                            | 1 750            | 6 778 691        | 3 913,8                | Maurícia               |
| Bogotá                           | Colômbia            | distrito capital                     | 1 732            | 90 802           | 51,4                   | Maurícia               |
| Lorca                            | Espanha             | Municipio                            | 1 676            | 89 906           | 53,5                   | Maurícia               |
| Oklahoma City                    | Estados Unidos      | Cidade                               | 1 609            | 541 500          | 336,5                  | Maurícia               |
| Houston                          | Estados Unidos      | cidade                               | 1 558            | 2 144 491        | 1 302,1                | Maurícia               |
| Paulo Afonso                     | Brasil              | município                            | 1 573            | 108 396          | 68,8                   | Guadalupe              |
| São Paulo                        | Brasil              | município                            | 1 523            | 11 016 703       | 7 233,6                | Ilhas Feroé            |
| Zamboanga                        | Filipinas           | cidade                               | 1 483            | 700 078          | 472,1                  | Ilhas Feroé            |
| Botucatu                         | Brasil              | Municipio                            | 1 482            | 130 348          | 87,9                   | Ilhas Feroé            |
| Badajoz                          | Espanha             | Municipio                            | 1 470            | 145 257          | 98,81                  | Ilhas Feroé            |
| Gaspé                            | Canadá              | cidade                               | 1 446            | 14 819           | 10,0                   | Ilhas Feroé            |
| São Petersburgo                  | Rússia              | Cidades Federais da Rússia           | 1 439            | 4 039 751        | 2 807,3                | Ilhas Feroé            |
| Gold Coast                       | Austrália           | Cidade                               | 1 402            | 554 628          | 395,6                  | Ilhas Feroé            |
| Yaté                             | França              | Comuna                               | 1 356            | 1 843            | 1,4                    | São Tomé e Príncipe    |
| Sinnamary                        | Guiana Francesa     | Comuna                               | 1 340            | 2 783            | 2,1                    | Ilhas Feroé            |
| Los Angeles                      | Estados Unidos      | cidade                               | 1 290            | 4 018 080        | 3,4                    | Hong Kong              |
| Roma                             | Itália              | Comuna                               | 1 285            | 2 874 969        | 1 981                  | Hong Kong              |
| Córdoba                          | Espanha             | Municipio                            | 1 255            | 323 600          | 257,8                  | Hong Kong              |
| Nova Iorque                      | Estados Unidos      | cidade                               | 1 214            | 8 143 200        | 6 707,7                | Hong Kong              |
| Almodóvar del Campo              | Espanha             | Municipio                            | 1 208            | 6 790            | 5,92                   | Hong Kong              |
| Rio de Janeiro                   | Brasil              | Município                            | 1 200            | 6 476 631        | 5 397,97               | Hong Kong              |
| Jerez de la Frontera             | Espanha             | Municipio                            | 1 188            | 202 687          | 170,58                 | Hong Kong              |
| Rémire-Montjoly                  | Guiana Francesa     | Comuna                               | 1 181            | 15 555           | 13,2                   | Hong Kong              |
| Lifou                            | Guiana Francesa     | Comuna                               | 1 170            | 10 320           | 8,8                    | Hong Kong              |
| Marília                          | Brasil              | Município                            | 1 170            | 232 006          | 198,29                 | Hong Kong              |
| Saguenay                         | Canadá              | cidade                               | 1 136            | 143 692          | 126                    | Hong Kong              |
| Albacete                         | Espanha             | Municipio                            | 1 126            | 164 771          | 146,34                 | Hong Kong              |
| Moscou                           | Rússia              | cidade federal                       | 1 081            | 10 500 000       | 9 713,23               | São Tomé e Príncipe    |
| Ouanary                          | Guiana Francesa     | Comuna                               | 1 080            | 92               | 0,1                    | São Tomé e Príncipe    |
| Saragoça                         | Espanha             | Municipio                            | 1 073            | 654 390          | 617,96                 | São Tomé e Príncipe    |
| Belém                            | Brasil              | município                            | 1 065            | 1 439 561        | 1 351,70               | São Tomé e Príncipe    |
| Thio                             | Guiana Francesa     | Comuna                               | 1 007            | 2 743            | 2,7                    | São Tomé e Príncipe    |
| Hienghène                        | Guiana Francesa     | Comuna                               | 1 002            | 2 627            | 2,6                    | São Tomé e Príncipe    |

## Considerações
A lista acima possui algumas falhas e não é 100% confiável. Inclui muitos municípios com cerca de 1000 km², mas é estranha a ausência de municípios mais extensos na Austrália, por exemplo, que é um país quase tão grande como o Brasil, mas com uma população entre um oitavo e um nono da brasileira e fortemente concentrada nas grandes cidades do litoral. Também da Rússia, onde grande parte do vasto território é baixamente povoado. Municípios como San Matias, Acención, Concepción, Baurés, San Ignacio de Moxos, Santa Ana de Yacuma e Exaltación na Bolívia, possuem mais de 30000 km². Também estão ausentes municípios como  Guajará-Mirim (RO), com área de 24.856 km², e de Santarém (PA), com 22.887 km². São listados todos os municípios brasileiros com mais de 30000 km² e todos os municípios paraguaios, colombianos, venezuelanos e surinamenses com mais de 20000 km².
As subdivisões territoriais consideradas na listagem acima são :
- Argentina : Municipalidades
- Austrália : Áreas de governo local da Austrália identificada como cidade
- Bolívia : municípios
- Brasil : Município
- Canadá : Municipalidade de condado, municipalidade regional, cidade
- China : Municipalidade (RP China), Prefeitura com nível de cidade, cidade sub--provincial
- Canadá : municípios
- Coreia do Sul : Cidade especial (Teukbyeolsi, 특별시, 特別市), cidade metropolitana (Gwangyeoksi, 광역시, 廣域市), cidade (Si ; 시 ; 市), cidade (Eup ; 읍; 邑) e distrito rural (Myeon ; 면; 面), (ver, Subdivisões da Coreia do Sul).
- Dinamarca : municipalidade
- Espanha: Comuna da Espanha
- Estados Unidos : Toda a subdivisão com um governo local, identificada com uma cidade ou equivalente.
- Finlândia : Municipalidades da Finlândia com status de cidade
- França : Comuna francesa
- Nova Zelândia : Subdivisões da Nova Zelândia identificadas como cidades
- Paraguai : distritos
- Filipinas : cidade
- Rússia : Subdivisões da Rússia identificadas como cidades
- Suriname : resort
- Turquia : cidade
- Venezuela : municipalidades
- Vietname : municipalidade